# Bull Run (stripalbum)
Bull Run is het 27ste album uit de stripreeks De Blauwbloezen. Het werd getekend door Willy Lambil en het scenario werd geschreven door Raoul Cauvin. Het album werd uitgegeven in 1987.
In dit album wordt op komische wijze de Eerste Slag bij Bull Run verteld.

## Verhaal
In het kamp van generaal Alexander is er pas een nieuwe rekruut aangekomen die tegenover Blutch begint over Bull Run, een verhaal dat erg gevoelig ligt in het kamp. Blutch vertelt hem dat president Lincoln de beslissing nam om naar Richmond op te trekken. De grote fout was daarbij dat hij schoorvoetend had toegegeven dat de notabelen en de hoge klasse van de burgerbevolking hierbij aanwezig mochten zijn om het slagveld te kunnen overzien. Op de dag staan dan ook de bevolking en de Unieregimenten klaar om de confrontatie aan te gaan met de geconfedereerden. In het regiment van Blutch krijgt zijn paard een stuipslag waardoor Blutch niet mee kan doen aan de veldslag, hiermee komt hij weer eens in conflict met Chesterfield, die maar vindt dat hij zich buitensporig gedraagt. Dan krijgt Blutch tijdelijk een andere functie, die van kelner, en moet de aanwezige bevolking voorzien van versnaperingen. Ook de soldaten laten niet de kans voorbijgaan om wat drank te nuttigen. Als deze vrolijke boel opgeschrikt wordt door zuidelijk artillerievuur, rukt de cavalerie uit om de aanslagen te beantwoorden, het spervuur wordt echter te heftig waardoor het regiment zich terugtrekt.
De bevolking is inmiddels door het dolle heen en wil mee optrekken naar Richmond. Dan lijkt de Noordelijke Unie een doorweg gevonden te hebben en echt naar Richmond op te rukken. De Zuidelijken trekken terug per goederentrein, het 22ste cavalerie zet de achtervolging in maar stuit dan op versterking van de Zuidelijken, die het onderdeel insluiten. De infanterie en artillerie volgen op enkele kilometers achterstand met daar weer achter de notabelen. Als men verneemt dat de voorhoede verslagen is keert men met de moed der wanhoop terug en dreigen de Zuidelijken zelfs op te rukken naar Washington D.C.. Door medewerking van Blutch en Chesterfield wordt de brug bij Bull Run opgeblazen, zodat de Zuidelijken een halt toegeroepen wordt.

## Personages in het album
- Blutch
- Cornelius Chesterfield
- Abraham Lincoln
- Generaal Alexander
- Kolonel Utassy
- Generaal McDowell
- Jane Benningfield
- Meneer Benningfield
- Kolonel Arnold Elzey
- Generaal Smith